# Abbotts middelste geelkuifkaketoe
De Abbotts middelste geelkuifkaketoe (Cacatua sulphurea abbotti), soms ook Abbotts geelkuifkaketoe genoemd, is een vogel uit de orde der papegaaiachtigen en de familie der kaketoes. Hij is een ondersoort van de kleine geelkuifkaketoe (Cacatua sulphurea).

## Uiterlijk
De gemiddelde lengte van deze kaketoe soort bedraagt ongeveer 34 cm. Hun kleur is overwegend wit met een opvallende gele kuif en een lichtgeel getinte oorvlek. De onderzijde van de staart en vleugels zijn lichtgeelgetint. De iris is donkerbruin en de oogrand wit tot lichtblauw. De grote krachtige snavel is zwart van kleur. De poten zijn donkergrijs.

## Leefgebied
Het verspreidingsgebied van de Abbotts middelste geelkuifkaketoe is beperkt. Hij is endemisch in Indonesië en komt hier alleen voor op het eiland Masalembu Besar  ten noorden van Madura (regentschap Sumenep) in de  Javazee tussen Java en Borneo. Volgens BirdLife International is de populatie daar sterk afgenomen, met 60% in vijf jaar. In 2012 werden nog maar 11 individuen aangetroffen.

## Voedsel
Het dieet van deze vogel is overwegend vegetarisch. Het voedsel bestaat uit zaden, bessen, bloemen, vruchten, noten, insecten en larven.

## Voortplanting
Deze kaketoe soort hebben hun nesten in boomholtes. Het vrouwtje legt 2 of 3, witte ovale eieren welke na een incubatietijd van ongeveer 25 dagen uitkomen. Na 57 dagen vliegen de jongen uit. Zowel het mannetje als vrouwtje broeden de eieren uit en verzorgen hun jongen.